# Hühnerstütze
Die Hühnerstütze ist ein 1989 m ü. A. hoher Berg in der Koralpe auf der Grenze zwischen den österreichischen Bundesländern Kärnten und Steiermark. Der Gipfel liegt auf dem Wanderweg zwischen Weinebene und Großem Speikkogel.

## Lage und Umgebung
Die Hühnerstütze (Stütze = steiler Hang) liegt am Hauptkamm der Koralpe etwa 2300 Meter nordnordöstlich von deren höchster Erhebung, dem Großen Speikkogel. Entlang des Kamms verläuft die Landesgrenze zwischen Kärnten (Frantschach-St. Gertraud) und der Steiermark (Bad Schwanberg). Im Norden trennt ein namenloser Sattel (1748 m ü. A.), der bereits seit Jahrhunderten als Übergang genutzt wird, die Hühnerstütze vom Moschkogel (1916 m). Südlich verläuft der Gebirgsrücken flach weiter in Richtung Seespitz (2066 m). Sowohl das südwestlich des Berges auf Kärntner Seite gelegene Große Kar (Koralmkar) als auch die nordöstlich auf steirischer Seite befindliche Bärentalalm sind Teil von Naturschutzgebieten. Nächstgelegener Stützpunkt ist die Grillitschhütte nördlich des Berges.

## Geologie und Mineralogie

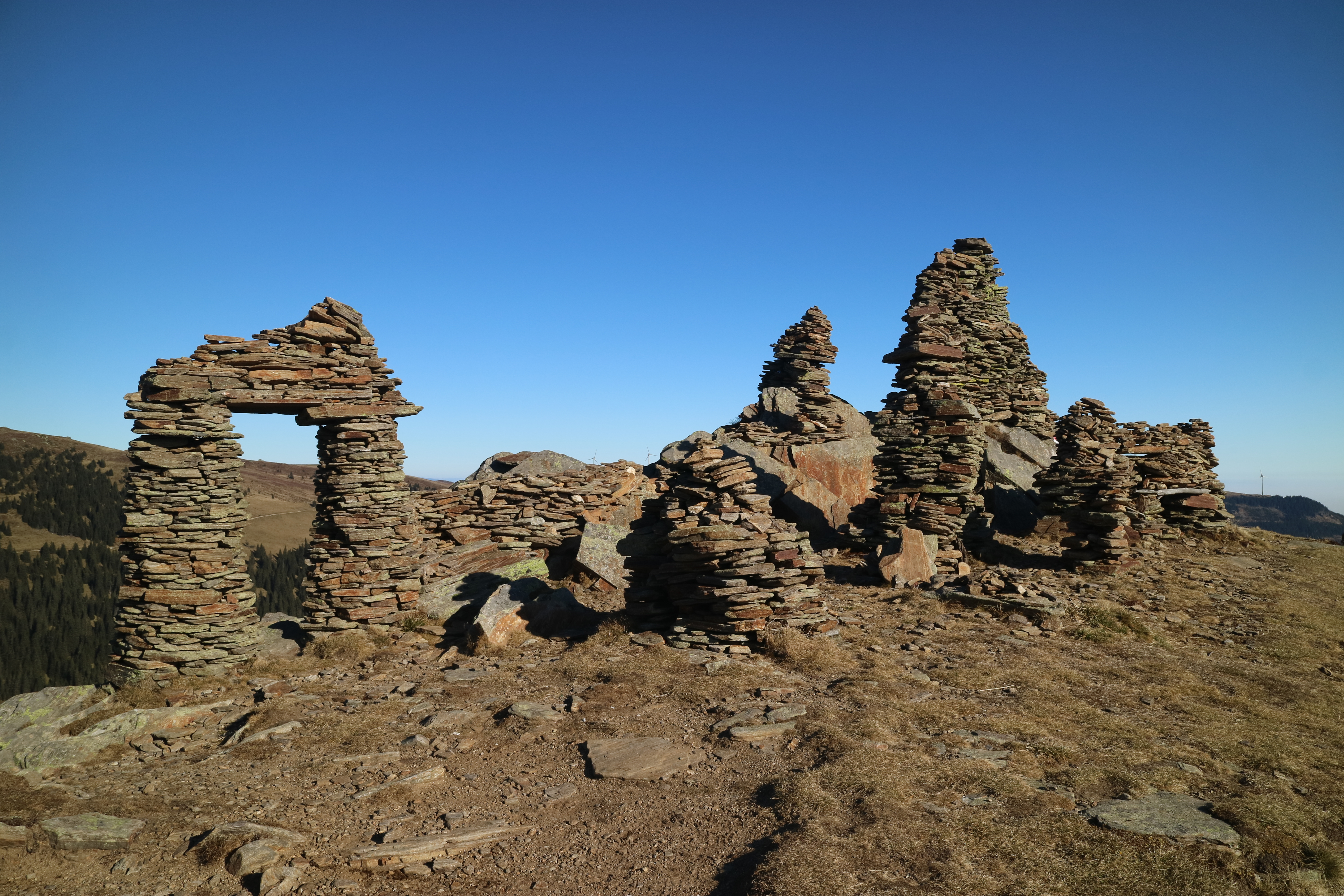
Nebengipfel Steinmandl östlich der Hühnerstütze mit Steinfiguren

Geologisch gehört die Hühnerstütze zum Altkristallin der Koralpe und besteht im Wesentlichen aus Plattengneis vom Typus Stainz. Dieser zeigt sich besonders eindrücklich auf dem östlichen Nebengipfel Steinmandl (1835 m), wo Bruchstücke davon zu meterhohen Steinfiguren aufgeschichtet wurden. Der im Vergleich zum Seespitz weniger komplexe Aufbau der Hühnerstütze umfasst außerdem weitere Gneise und Glimmerschiefer sowie Einschaltungen dünner Marmorbänder.
Eine leichte morphologische Asymmetrie verdankt die ansonsten von mäßig steilen Rasenhängen geprägte Hühnerstütze dem tief in die Altlandschaft eingeschnittenen Bärentalkar an ihrer Nordostflanke. Auf der Bärentalalm am nordöstlichen Hangfuß befindet sich mit dem sogenannten Goldloch ein etwa 30 Meter langer Stollen, der in den Pyrit führenden Marmor vorgetrieben wurde. Tatsächliche Goldfunde sind nicht überliefert. Dokumentiert wurden hingegen Funde der Minerale Calcit, Diopsid, Graphit, Phlogopit, Talk, Titanit, Tremolit, der Turmalingruppe und Zoisit.

## Aufstieg
Die Hühnerstütze kann von drei Seiten auf markierten Wanderwegen bestiegen werden. Üblicherweise wird der eher unscheinbare Gipfel entlang des Nord-Süd-Weitwanderweges überquert. Von der Weinebene aus ist der Berg unschwierig und zuletzt steil über die Nordostflanke in rund 1½ Stunden erreichbar. Ausgehend vom Koralpenhaus ist über den Speikkogel mit etwa einer Stunde Gehzeit zu rechnen. Von Osten führt der Weg von der Grünangerhütte in 1¼ Stunden über das Steinmandl zur Hühnerstütze. Ein weiterer, weniger häufig begangener, aber ebenfalls markierter Anstieg führt von der Bärentalhütte über die gleichnamige Alm und durch steiles Grünerlengebüsch nahe dem Ursprung der Schwarzen Sulm zum Steinmandl.

## Der Löwe an der Hühnerstütze
Am 17. September 1913 wurde an der Hühnerstütze von drei Jägern unabhängig voneinander angeblich ein Löwe mit einer Körperlänge von 1,5 m gesichtet. Das hätten „Erhebungen der Gendarmerie einwandfrei festgestellt“, wie in mehreren Zeitungen berichtet wurde:

„Durch die Erhebungen der Gendarmerie ist einwandfrei festgestellt, daß Herr Franz Durl, ein in Glashütte (richtiger St. Maria zu Glashütte) weilender Sommerfrischler und gelegentlicher Weidmann den etwa 150 Zentimeter im Körper langen Löwen am 17. September um 5 Uhr nachmittags auf eine Entfernung von einigen hundert Schritten aus der Alpe Hühnerstütze-Bärentalkogel hinschleichend gesehen habe. Ebenso hat Herr Karl Holzer aus Deutsch-Landsberg den Löwen am gleichen Tage in derselben Gegend um 7 Uhr früh auf 200 Schritte Entfernung gesehen. Ein dritter Herr, ein verläßlicher Weidmann aus der Gegend, dessen Namen zu veröffentlichen wir uns vorbehalten, hat den Löwen ebenfalls, aber an einer andern Stelle derselben Alpe, gesehen.“

Das als „Bauernschreck“ bezeichnete Raubtier soll in der Gegend in wenigen Monaten Hunderte von Weidetieren und zahlreiche Wildtiere gerissen haben. So wurde etwa in der Nacht vom 21. zum 22. September 1913 „in der Gegend von Wiel […] oberhalb St. Lorenzen, Eibiswald, ein jüngerer Ochse schwer angerissen“. Das dortige Forstpersonal sah „das Raubtier als eine Großkatze“ an.
Um die gefundenen Spuren einem Tier zuordnen zu können, wurden „in der kaiserlichen Menagerie zu Schönbrunn von diversen Raubtierfährten photographische Aufnahmen“ gemacht. Kaiser Franz Joseph I. brachte „der bisher noch unaufgeklärten Affäre des ‚Bauernschrecks‘ das lebhafteste Interesse entgegen, hat die Fährtenabdrücke am Montag bereits zum zweiten Male besichtigt und ließ sich von Herrn Menagerie-Inspektor Kraus genauen Bericht über alle Einzelheiten erstatten“.
Ein Journalist des Grazer Volksblatts kam nach wochenlangen Erhebungen zu dem Schluss, dass es sich hierbei um einen Löwen handelte, der aus einer bei Graz gelegenen Menagerie entkommen war: „Daß alle diese Tiere einer Menagerie entkommen sind, unterliegt keinem Zweifel. Die Menagerie kam aus Bruck a. d. M. im November v. J. nach Eggenberg bei Graz und enthielt dort ziemlich sicher drei Löwen, wovon eine Löwin zwei Junge von drei Monate Alter hatte. […] Die Käfige der Menagerie sollen schadhaft und morsch gewesen sein. Die Bediensteten machten sich mehrerer Unzukömmlichkeiten schuldig.“
Später wurde der Öffentlichkeit jedoch ein erlegter Wolf als der wahre Bauernschreck präsentiert:

„Dem Statthaltereipräsidium ging in den Abendstunden die telephonische Nachricht von der Bezirkshauptmannschaft Wolfsberg in Kärnten zu, daß der Bauernschreck, der Mittwoch von zwei Jägern des Grafen Henckel-Donnersmarck auf der Praken angeschossen worden war, gestern bei Waldenstein den Fangschuß bekommen hat. […] Die Erlegung des ‚Bauernschrecks‘  hat hier ungeheure Erregung wachgerufen. Ganz Wolfsberg ist in einem Freudentaumel und die Einbringung der Bestie, ein ungeheurer alter Wolf, wurde als förmliches Freudenfest begangen.“